# Nyons
Nyons (okcitansko Niom) je naselje in občina v jugovzhodni francoski regiji Rona-Alpe, podprefektura departmaja Drôme. Leta 2007 je naselje imelo 7.109 prebivalcev.

## Geografija
Kraj leži v pokrajini Daufineji ob reki Eygues, 100 km južno od Valence.

## Uprava
Nyons je sedež istoimenskega kantona, v katerega so poleg njegove vključene še občine Arpavon, Aubres, Châteauneuf-de-Bordette, Chaudebonne, Condorcet, Curnier, Eyroles, Mirabel-aux-Baronnies, Montaulieu, Piégon, Les Pilles, Saint-Ferréol-Trente-Pas, Saint-Maurice-sur-Eygues, Sainte-Jalle, Valouse, Venterol in Vinsobres s 13.295 prebivalci.
Naselje je prav tako sedež okrožja, v katerem se nahajajo kantoni Buis-les-Baronnies, Dieulefit, Grignan, Marsanne, Montélimar-1/2, Nyons, Pierrelatte, Rémuzat, Saint-Paul-Trois-Châteaux in Séderon s 120.700 prebivalci.

## Zgodovina
Ozemlje Nyonsa so naseljevala že v 6. stoletju pred našim štetjem galska plemena, verjetno Segusiavi in Sequani.
Villa de Niomes se omenja v letu 972 v povezavi z donacijo cerkve sv. Vincenca opatiji Saint-Césaire d'Arles.

## Zanimivosti
- samostan Saint-Césaire, s cerkvijo Saint-Vincent et les tableaux de l'ancien couvent des Récollets,
- stolp Randonne iz leta 1280,
- romanski most preko reke Aygues, zgrajen 1409,
- stari grad Le château féodal, iz 16. stoletja,
- mestna vrata La porte de la Pomme, La porte Saint-Jacques.

## Pobratena mesta
- Manciano (Toskana, Italija),
- Mechernich (Severno Porenje - Vestfalija, Nemčija),
- Nules (Valencia, Španija),
- Nyon (Vaud, Švica).